# Capo Vaticano
Capo Vaticano kiterjedt tengerparti üdülőhely, mely Ricadi községhez (comune), Vibo Valentia megyéhez (provincia) tartozik. A település védett, tengerparti fekvéséből, fennmaradt, gazdag természeti kincseiből és nyugodt, békés hangulatából adódóan magas turisztikai potenciállal rendelkezik. Az egykor parasztgazdasággal foglalkozó település jelenleg turizmusból él. Capo Vaticanoban számos szállodát, apartmanházat találni. Capo Vaticanóban és közelében több, különböző strand, fürdőzőhely ismert. Ezek közül legkeresettebb: Grotticelle. A település nevezetes, 1870-ben épült világítótornya a terület legmagasabb pontján található. A közelében kialakított kilátópontról elénk tárul a település lélegzetelállító látképe.

## Története
Az itáliai csizma orrán elterülő Capo Vaticano ősidők óta lakott terület. Területén megfordultak már görög gyarmatosítók, különböző itáliai törzsek, rómaiak és normannok egyaránt. A 19. században Itália egyesítéséig a Szicíliai Köztársaság részét alkotta.
Egy ősi legenda szerint a hajósok rendszeresen Capo Vaticanoban kötöttek ki, akik a Messinai-szoroson való átkelésre készültek. A tengerparti település szikláinak egyik barlangjában élt egy orákulum, akitől jóslatot kértek arra vonatkozóan, hogy szerencsésen átkelhetnek e a szoroson elkerülve Szkülla és Kharübdisz víziszörnyek pusztításait.
Gazdasági szempontból elmaradott terület, ősidőktől mezőgazdasági termeléssel foglalkoznak, de szép tengerpartja, természeti környezete, sajátos mondavilággal átszőtt hangulata fellendítette itt a 20. századi turizmust. A településnek nincs köze az azonos hangzású Vatikán városhoz.

## Nevezetessége
- Az itáliai haditengerészet világítótornya (épült 1870-ben)

## Híres emberek
- Giuseppe Berto (1914-1978) híres olasz író életének utolsó évtizedében itt vásárolt magának földet és házat, itt pihent és alkotott.